# Leeds International Piano Competition
De Leeds International Piano Competition vindt elke drie jaar plaats in Leeds, West Yorkshire, Engeland. Het muziekconcours werd in 1961 opgericht door Marion, Countess of Harewood en Fanny Waterman, die in 2010 nog steeds voorzitster en artistiek directeur was. De wedstrijd werd voor het eerst in 1963 gehouden (er was een interval van vier jaar tussen 1996 en 2000). Het vindt plaats in de grote hal van de Universiteit van Leeds en in het stadhuis van Leeds.

## Prijswinnaars
| Jaar | 1e                                                 | 2e                                                                                 | 3e                                                                       | 4e                                                                                       | 5e                                                                                       | 6e                                  |
| ---- | -------------------------------------------------- | ---------------------------------------------------------------------------------- | ------------------------------------------------------------------------ | ---------------------------------------------------------------------------------------- | ---------------------------------------------------------------------------------------- | ----------------------------------- |
| 2015 | Anna Tcybuleva Rusland                             | Heejae Kim Zuid-Korea                                                              | Vitaly Pisaranko Rusland                                                 | Drew Petersen Verenigde Staten                                                           | Tomoki Kitamura Japan                                                                    | Yun Wei China                       |
| 2012 | Federico Colli Italië                              | Louis Schwizgebel Zwitserland                                                      | Jiayan Sun China                                                         | Andrejs Osokins Letland                                                                  | Andrew Tyson Verenigde Staten                                                            | Jayson Gillham Australië            |
| 2009 | Sofya Gulyak Rusland                               | Alexej Gorlatch Oekraïne                                                           | Alessandro Taverna Italië                                                | David Kadouch Frankrijk                                                                  | Rachel Cheung China                                                                      | Jianing Kong China                  |
| 2006 | Sunwook Kim Zuid-Korea                             | Andrew Brownell VS                                                                 | Denis Kozhukhin Rusland                                                  | Siheng Song China                                                                        | Sung-Hoon Kim Zuid-Korea                                                                 | Grace Fong Verenigde Staten         |
| 2003 | Antti Siirala Finland                              | Evgenia Rubinova Oezbekistan                                                       | Yuma Osaki Japan                                                         | Igor Tchetuev Oekraïne                                                                   | Chiao Ying-Chang Taiwan                                                                  | Sodi Braide VK / Nigeria            |
| 2000 | Alessio Bax Italië                                 | Davide Franceschetti Italië                                                        | Severin von Eckardstein Duitsland                                        | Cristiano Burato Italië                                                                  | Ashley Wass Verenigd Koninkrijk                                                          | Tatyana Kolessova Rusland           |
| 1996 | Ilya Itin Rusland                                  | Roberto Cominati Italië                                                            | Aleksandar Madžar Joegoslavië                                            | Sa Chen China                                                                            | Armen Babakhanian Armenië                                                                | Ekaterina Apekisheva Israël         |
| 1993 | Ricardo Castro Brazilië                            | Leon McCawley Groot-Brittannië                                                     | Mark Anderson Verenigde Staten                                           | Filippo Gamba Italië                                                                     | Maxim Philippov Rusland                                                                  | Margarita Shevchenko Rusland        |
| 1990 | Artur Pizarro Portugal                             | Lars Vogt Duitsland                                                                | Eric le Sage Frankrijk                                                   | Balázs Szokolay Hungarije                                                                | Haesun Paik Zuid-Korea                                                                   | Andrei Zheltonog USSR               |
| 1987 | Vladimir Ovchinnikov Sovjet-Unie                   | Ian Munro Australië                                                                | Noriko Ogawa Japan                                                       | Boris Berezovsky Sovjet-Unie                                                             | Hugh Tinney Ierland                                                                      | Marcantonio Barone Verenigde Staten |
| 1984 | Jon Kimura Parker Canada                           | Ju Hee Suh Korea                                                                   | Junko Otake Japan                                                        | Louis Lortie Canada                                                                      | David Buechner, now Sara Davis Buechner Verenigde Staten                                 | Emma Tahkmizyan Armenië             |
| 1981 | Ian Hobson Verenigd Koninkrijk                     | Wolfgang Manz Duitsland                                                            | Bernard d'Ascoli Frankrijk                                               | Daniel Blumenthal Verenigde Staten                                                       | Christopher O'Riley Verenigde Staten                                                     | Peter Donohoe Verenigde Staten      |
| 1978 | Michel Dalberto Frankrijk                          | Diana Kacso Brazilië                                                               | Lydia Artymiw Verenigde Staten                                           | Ian Hobson Verenigd Koninkrijk                                                           | Kathryn Stott Verenigd Koninkrijk                                                        | Etsuko Terada Japan                 |
| 1975 | Dimitri Alexeev Sovjet-Unie\| Mitsuko Uchida Japan | Gedeeld 3e prijs: András Schiff, Hongarije and Pascal Devoyon, Frankrijk           | Gedeeld 3e prijs: András Schiff, Hongarije and Pascal Devoyon, Frankrijk | Gedeeld 5e prijs: Michael Houstoun, Nieuw-Zeeland and Myung-whun Chung, Verenigde Staten | Gedeeld 5e prijs: Michael Houstoun, Nieuw-Zeeland and Myung-whun Chung, Verenigde Staten |                                     |
| 1972 | Murray Perahia Verenigde Staten                    | Craig Sheppard Verenigde Staten                                                    | Eugene Indjic Verenigde Staten                                           |                                                                                          |                                                                                          |                                     |
| 1969 | Radu Lupu Roemenië                                 | Georges Pludermacher Frankrijk                                                     | Arthur Moreira Lima Brazilië                                             | Boris Petrushansky Sovjet-Unie                                                           | Anne Queffélec Frankrijk                                                                 |                                     |
| 1966 | Rafael Orozco Spanje                               | Gedeeld 2e prijs: Viktoria Postnikova, Sovjet-Unie and Semyon Kruchin, Sovjet-Unie | Alexey Nasedkin Sovjet-Unie                                              | Jean-Rodolphe Kars Frankrijk                                                             |                                                                                          |                                     |
| 1963 | Michael Roll UK                                    | Vladimir Krainev Sovjet-Unie                                                       | Sebastien Risler Frankrijk                                               | Armenta Adams Verenigde Staten                                                           |                                                                                          |                                     |